# أنوار الباري شرح صحيح البخاري
أنوار الباري شرح صحيح البخاري (الأردية: انوار الباری شرح صحیح البخاری) هو شرح أردي على صحيح البخاري مكون من 19 مجلدًا. وقد جمعه أحمد رضا بيجنوري، مستمدًا من تعاليم أنور شاه الكشميري. يتضمن هذا التعليق النص العربي الأصلي لصحيح البخاري إلى جانب ترجمة حرفية باللغة الأردية، مما يعزز إمكانية وصوله إلى جمهور أوسع. يقدم معلومات سيرة علماء الحديث ورواة الأسانيد، كما يتطرق إلى جوانب مختلفة من الفقه الإسلامي وعلم الكلام. يدافع العمل بشكل موسع عن صحة المذهب الحنفي في الفقه. ولكن المؤلف لم يكمل شرح كتاب الصلاة إلا إلى آخره، مصحوباً بمناقشة للفصل الأخير المتعلق بالإيمان والتوحيد.

## خلفية
كانت رحلة أحمد رضا بيجنوري التعليمية من عام 1923 إلى عام 1926 قد أخذته إلى دار العلوم ديوبند، حيث تخصص في دراسة الحديث تحت إشراف أنور شاه كشميري. وقد شهدت هذه الفترة تقاربًا كبيرًا بينه وبين معلمه. وفي عام 1929 شارك بفعالية في أنشطة جمعية تعليم الدين الإسلامية واستمر في خدمته هناك حتى عام 1932. وقد قام خلال هذه الفترة بنسخ تعاليم أنور شاه كشميري. تم تسليم المخطوطة الأردية الأصلية بعد ذلك إلى أنور شاه كشميري لمراجعتها بدقة، وفي وقت لاحق، وجدت طريقها إلى النشر في ثمانية مجلدات بواسطة مكتب نشر العلوم في ديوبند.

## الاستقبال
وقد أشار محمد كليم، طالب الدكتوراه في جامعة عليكرة الإسلامية، إلى أن هذا الكتاب يعد مصدرًا بالغ الأهمية لطلاب الحديث. وما يميز هذا الكتاب هو تفسيراته الشاملة، والتي تمنحه أيضًا صفة العمل المرجعي الجوهري. ويجسد شرح صحيح البخاري التزام علماء ديوبند الراسخ بدراسة الحديث والتخصصات المرتبطة به.

## روابط خارجية
- أنوار الباري شرح صحيح البخاري في أرشيف الإنترنت